# Semiothisa albescens
Semiothisa albescens là một loài bướm đêm trong họ Geometridae.